# Alberto Esponda Macías
Alberto Esponda Macías (* Cintalapa, Chiapas, México - † 7 de febrero de 1981 en Guadalajara, Jalisco, México) fue un contador público mexicano que fungió como presidente del Club Deportivo Guadalajara durante el período de 1961 a 1963.

## Biografía
Nació en Cintalapa, Chiapas, México, se casó con Ruth Dubín, con quien tuvo a sus hijos Alberto (Dago), Víctor, Héctor, Laura, y  Leopoldo.
Fue presidente del Colegio de Contadores Público Titulados de Guadalajara, A.C. , dejando el cargo en 1961. Al dejar el cargo, se convirtió en presidente del Club Deportivo Guadalajara, puesto que ocupó de 1961 a 1963.
Así mismo fue parte de la Cámara Regional de la Industria de Aceites, Grasas y Similares de Occidente. Y también fue coordinador del Consejo de Cámaras Industriales de Jalisco en 1974.
Murió el 7 de febrero de 1981.